# Amorce

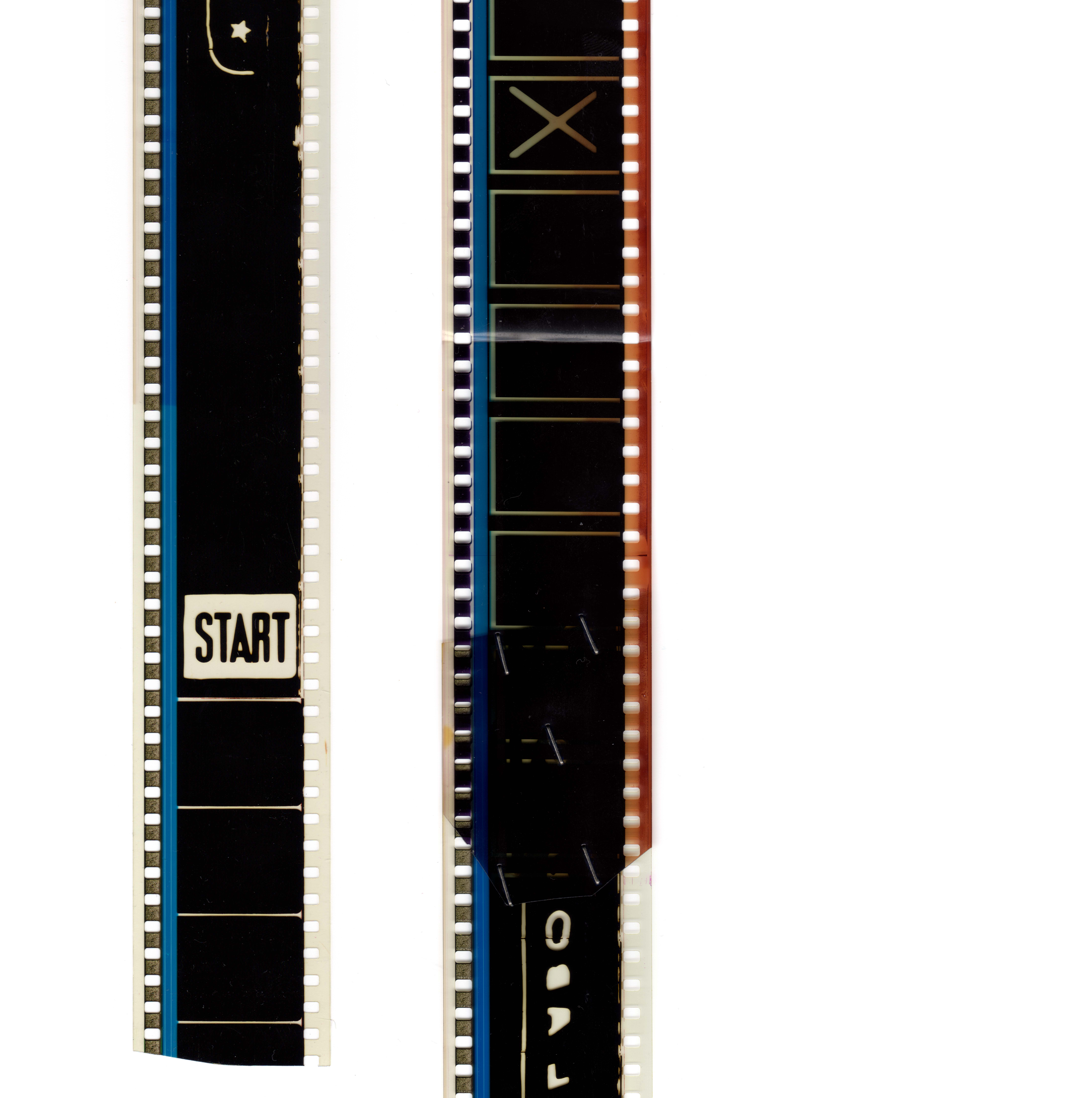
Amorcestücke

Unter Amorce (dt. Füllsel, Ergänzung), Leerfilm, Blankfilm oder Zugfilm versteht man Hilfs-Filmmaterial, das zu verschiedenen Zwecken bei fotografischen Filmen verwendet wird. Oft wird der französische Begriff Amorce auch als Vorlaufband, Filmanfang oder Anschnitt bezeichnet, obwohl die Verwendungsspanne breiter ist.

## Geschichte
Von Anfang an hat man erkannt, dass der Bildteil des Films an beiden Enden eine Verlängerung benötigt, damit man ihn ohne Beschädigungen mehrmals in Geräte einspannen kann. Schon beim Laden einer Filmkamera braucht man Materialzugabe, die dem Licht ausgesetzt werden kann, bevor man im verschlossenen Apparat Bilderreihen belichtet. In den 1920er Jahren war es üblich, kleine Filmportionen von 100 Fuß (30 Meter) mit zweifarbiger Papierallonge (-verlängerung) anzubieten. Das ist verbürgt für Normalfilm und Schmalfilm 16. Noch heute ist Mikrofilm im Handel mit einem Papierstreifen um den Wickel, innen rot und außen schwarz gefärbt. Das Ankleben solcher Papieramorce wurde aber teurer als die Abgabe von zusätzlichem Rohfilm, weshalb sie heute nicht mehr bekannt ist. Im Alltagsbetrieb des Kinos hat sich Polyester-Amorce bewährt, weil sie reißfest ist.

## Verwendung
- Trägermaterial zum Einziehen von Film in Entwicklungsmaschinen
- Perforiertes Trägermaterial für Trickarbeiten
- Beim Blankfilm besteht es aus fixiertem Rohmaterial mit fotografischer Schicht
- Beim Schwarzfilm bedeutet es belichtetes und entwickeltes Filmmaterial zu Zwecken der Montage
- Als Blauband ist es besonderes perforiertes Trägermaterial für die Montage von Filmton auf Magnetfilm
- Beim gefärbten Blankfilm als kennzeichnender Schutzfilm bei Kopien, siehe Allonge
- In der Masse gefärbtes Trägermaterial als kennzeichnender Schutzfilm, der sogenannte Vorspann